# Othmar Jäggi
Othmar Jäggi (* 21. Februar 1967 in Basel) ist ein Schweizer Klassischer Archäologe.

## Leben
Othmar Jäggi bestand 1986 in Basel die Maturitätsprüfung und begann ein Studium der Klassischen Archäologie, Alten Geschichte und Neueren Deutschen Literaturwissenschaft an der Universität Basel. 1992 war er für ein Semester an der Universität Madrid und erlangte im selben Jahr in Basel das Lizentiat mit der Arbeit Vier iberische Bronzen von Máquiz, Mengíbar, Prov. Jaén. Gefördert mit einem Stipendium mehrerer Stiftungen weilte Jäggi von 1994 bis 1997 in Madrid, um an seiner Dissertation zu arbeiten. Die Promotion erfolgte 1997 bei Rolf A. Stucky mit einer Arbeit zum Thema Der Hellenismus auf der Iberischen Halbinsel. Studien zur iberischen Kunst und Kultur. Das Beispiel eines Rezeptionsvorgangs in Basel. 1998 wurde Jäggi Lehrbeauftragter an der Universität Basel, 1999 wissenschaftlicher Mitarbeiter an der Basler Redaktion des Lexicon Iconographicum Mythologiae Classicae (LIMC), wo er am Aufbau der Datenbank beteiligt war. 2001 begann er mit seinem Habilitationsprojekt zum Thema Individuelles Ideal – ideales Individuum. Was sind griechische Porträts?. 2005 wurde er an der Universität Freiburg habilitiert. Jäggi lehrte seitdem als Privatdozent in Freiburg sowie als Lehrbeauftragter in Basel. 2012 erfolgte seine Umhabilitation an die Universität Basel. Seit dem Herbst 2020 ist er Professor an der Universität Lausanne.
Forschungsschwerpunkte Jäggis sind die Antike Plastik, die Spätklassische Vasenmalerei, insbesondere Kertscher Vasen, und die Bildwissenschaft. Er beschäftigt sich zudem mit methodologischen Diskussionen und Humanities Computing. Bei Letzterem ist er unter anderem mit dem Aufbau eines unabhängigen Fotoarchivs für Forschung und Lehre beschäftigt.

## Schriften (Auswahl)
- Der Hellenismus auf der Iberischen Halbinsel. Studien zur iberischen Kunst und Kultur. Das Beispiel eines Rezeptionsvorgangs (= Iberia Archaeologica Band 1). Philipp von Zabern, Mainz 1999, ISBN 3-8053-2468-5 (Dissertation).
- Die griechischen Porträts. Antike Repräsentation – moderne Projektion, Reimer Verlag, Berlin 2008, ISBN 978-3-496-01392-1 (Habilitationsschrift).
- (Hrsg.): Kuba und die klassische Antike. Skulpturhalle, Basel 2010, ISBN 978-3-905057-27-0.
- Attičeskie krasnofigurnye vazy IV v. do n. ė. : iz sobranija Kerčenskogo istoriko-kulʹturnogo zapovednika = Attisch-rotfigurige Vasen des 4. Jhs. v. Chr. Aus den Sammlungen des historisch-kulturellen Reservats in Kerč. Mistectvo, Kiev / Akanthus, Kilchberg [Komm.], 2012, ISBN 978-3-905083-31-6 / ISBN 978-966-577-169-2 (Rezension).
- Corpus Vasorum Antiquorum. Schweiz 11. Basel 6. Schwabe Verlag, Basel 2020, ISBN 978-3-7965-4314-2.